# Texophon nessium
Texophon nessium är en mångfotingart som beskrevs av Chamberlin 1946. Texophon nessium ingår i släktet Texophon och familjen Dorypetalidae. Inga underarter finns listade i Catalogue of Life.